# Konrad Rott
Konrad Rott (* um 1530 in Augsburg; † 7. Juli 1610 in Lissabon) war Augsburger Kaufmann und Spekulant.

## Leben
Rott war Mitglied des Kleinen (1566–1580) und Geheimen Rats (1576–1580) in Augsburg. Dort errichtete er 1573 die erste Zuckerraffinerie Deutschlands.
Im Jahr 1578 initiierte Rott einen Vorschlag der Augsburger Kaufmannschaft, eine Kaiserliche Reichspost mit Sitz Augsburg zu organisieren, was Kaiser Rudolf II. aber ablehnte. Rott versuchte daraufhin, den Kurfürsten August von Sachsen zu überreden, eine überregionale Reichspost zu gründen. Der kaiserliche Hof billigte dem Kurfürsten daraufhin zwar eine Territorialpost zu, nicht aber das Recht, eine Post auf fremden Gebieten zu betreiben. Nach längeren Diskussionen und der Einsetzung einer Kommission nahm im Jahr 1597 die Kaiserliche Reichspost unter der Leitung des Generalobristen Postmeisters Leonhard I. von Taxis ihren Betrieb auf, die bis zur Auflösung des Heiligen Römischen Reiches 1806 von der Familie Thurn und Taxis betrieben wurde.
Bereits 1575 war es Rott gelungen, den europäischen Pfefferhandel vom portugiesischen König Sebastian für den Zeitraum von fünf Jahren zu pachten. Zu diesem Zwecke musste Rott rund 3 Millionen Dukaten vorschießen, weil es allein zwei Jahre dauerte, bis der erste Pfeffer aus den Anbaugebieten zum Verkauf in Europa ankam. Um den Markt gegen außereuropäische Konkurrenten abzuschotten, schloss Rott zunächst mit zwei Unternehmen Verträge ab. Auf Grund der Fürsprache des mit Rott verschwägerten kurfürstlich-sächsischen Rentkammermeisters Hans Harrer initiierte Kurfürst August im Jahr 1579 eine dritte Vertriebsgesellschaft unter dem Namen „Thüringische Pfefferhandelsgesellschaft zu Leipzig“, die für den Pfefferhandel nördlich der Alpen sowie im Baltikum verantwortlich sein sollte. Zum zentralen Umschlagplatz bestimmte der Kurfürst die Stadt Leipzig. Er wollte eigens zu diesem Zweck eine Wechselbank mit einem Startkapital von 50.000 Talern gründen.
Die Monopolisierung das Pfefferhandels scheiterte jedoch an Geldmangel. Weder der Kurfürst noch das an der „Thüringischen Pfefferhandelsgesellschaft zu Leipzig“ beteiligte Leipziger Bürgertum konnten und wollten das nötige Kapital aufbringen. Nicht zuletzt blieb die von Rott erwartete Pfefferknappheit und der damit verbundene Preisanstieg in Europa aus. Als König Sebastian von Portugal 1578 in der Schlacht von Alcácer-Quibir fiel, bedeutete dies das Ende des Vorhabens.
Rott musste Konkurs anmelden, verließ unter einem Vorwand am 27./28. März 1580 den auferlegten Hausarrest in Lauingen und floh vor seinen Gläubigern nach Portugal. Am 2. April 1580 gelangte eine von Rott selbst initiierte Nachricht nach Dresden, wonach er am Gründonnerstag in einem Dorfe bei Chur in der Schweiz Selbstmord durch Gift begangen habe. 1589/90 wurde er vom spanischen König Philipp II. zum Konsul deutscher Nation in Lissabon ernannt, wo er 1610 starb. Seine Briefe sind die ältesten Konsulatsberichte aus Lissabon.
Rott gehörte zwar zur politischen Elite Augsburgs an, scheiterte aber aufgrund Kapitalmangels als Fernhandelskaufmann im immer stärker expandierenden internationalen Handel des 16. Jahrhunderts.